# Michele Marconi
Michele Marconi (Follonica, 13 maggio 1989) è un calciatore italiano, attaccante dell'Alcione.

## Caratteristiche tecniche
Paragonato in giovane età a Giampaolo Pazzini per prestanza fisica e doti tecniche, Marconi è un centravanti d'area, possente fisicamente ed efficace nel gioco aereo. In grado di fare reparto da solo, predilige giocare di sponda in modo da favorire gli inserimenti dei compagni. In fase di non possesso tende ad abbassarsi in modo da pressare il portatore di palla avversario.

## Carriera

### Club
Muove i suoi primi passi nelle giovanili del Follonica, prima di essere ceduto al Margine Coperta, società-satellite dell'Atalanta in Toscana. Aggregatosi al settore giovanile dell'Atalanta, il 20 aprile 2008 esordisce in Serie A contro la Juventus (0-4 per i bianconeri), subentrando nella ripresa al posto di Michele Paolucci.
Impiegato sporadicamente da Luigi Delneri anche nelle successive gare, il 18 maggio segna - all'ultima di campionato - la sua prima rete in massima serie contro il Genoa, fissando il punteggio sul 2-0 in favore degli orobici.
Il 23 agosto 2008 una sua rete al 90' consente agli orobici di vincere 2-1 contro il Modena e di accedere ai sedicesimi di Coppa Italia. Complice la presenza in rosa di Vieri e Floccari, non riesce a ritagliarsi uno spazio in rosa, così il 7 gennaio 2009 passa in prestito al Grosseto, scendendo di categoria. È il secondo giocatore follonichese - dopo Samuele Bogi - ad indossare la maglia del Grosseto. Esordisce in Serie B il 10 gennaio contro l'Ancona. Esce al 78' sostituito da Pichlmann.
Il 20 agosto 2013 il Venezia - società detentrice del cartellino - lo cede in prestito all'Alessandria. Chiuso in rosa da Pablo González e Riccardo Bocalon, il 30 gennaio 2017 passa in prestito con diritto di riscatto al Lecce. A giugno torna in Piemonte per sopperire alla cessione di Bocalon. Il 25 aprile 2018 segna una tripletta - la seconda rete in rovesciata - contro la Viterbese, consentendo ai grigi di sollevare la Coppa Italia Serie C per la seconda volta nella loro storia, bissando il successo ottenuto nel 1973.
Il 10 agosto 2018 firma un triennale con il Pisa, con cui a fine stagione ottiene la promozione in Serie B. Il 3 agosto 2021 l'Alessandria ne annuncia il ritorno. Il 23 agosto 2022 viene tesserato dal Südtirol, che il 31 gennaio 2023 lo cede all'Avellino in Serie C, con cui firma un contratto valido fino al 2025. Il 31 agosto 2024 dopo essersi svincolato dai lupi, firma un contratto biennale con i milanesi dell'Alcione in Serie C.

### Nazionale
Ha giocato per tutte le selezioni italiane giovanili fino alla nazionale Under-20.

## Statistiche

### Presenze e reti nei club
Statistiche aggiornate al 26 aprile 2025.
| Stagione           | Squadra            | Campionato         | Campionato | Campionato | Coppe nazionali | Coppe nazionali | Coppe nazionali | Coppe continentali | Coppe continentali | Coppe continentali | Altre coppe | Altre coppe | Altre coppe | Totale | Totale |
| Stagione           | Squadra            | Comp               | Pres       | Reti       | Comp            | Pres            | Reti            | Comp               | Pres               | Reti               | Comp        | Pres        | Reti        | Pres   | Reti   |
| ------------------ | ------------------ | ------------------ | ---------- | ---------- | --------------- | --------------- | --------------- | ------------------ | ------------------ | ------------------ | ----------- | ----------- | ----------- | ------ | ------ |
| 2007-2008          | Atalanta           | A                  | 4          | 1          | CI              | 0               | 0               | -                  | -                  | -                  | -           | -           | -           | 4      | 1      |
| 2008-gen. 2009     | Atalanta           | A                  | 3          | 0          | CI              | 2               | 1               | -                  | -                  | -                  | -           | -           | -           | 5      | 1      |
| Totale Atalanta    | Totale Atalanta    | Totale Atalanta    | 7          | 1          |                 | 2               | 1               |                    | -                  | -                  |             | -           | -           | 9      | 2      |
| gen.-giu. 2009     | Grosseto           | B                  | 5          | 0          | CI              | -               | -               | -                  | -                  | -                  | -           | -           | -           | 5      | 0      |
| 2009-gen. 2010     | Lumezzane          | 1D                 | 19         | 2          | CI+CI-LP        | 3+2             | 2+2             | -                  | -                  | -                  | -           | -           | -           | 24     | 6      |
| gen.-giu. 2010     | Lecco              | 1D                 | 11         | 2          | CI-LP           | -               | -               | -                  | -                  | -                  | -           | -           | -           | 11     | 2      |
| 2010-gen. 2011     | Pavia              | 1D                 | 16         | 1          | CI-LP           | 0               | 0               | -                  | -                  | -                  | -           | -           | -           | 16     | 1      |
| gen.-giu. 2011     | Pergocrema         | 1D                 | 13+2       | 3          | CI-LP           | -               | -               | -                  | -                  | -                  | -           | -           | -           | 15     | 3      |
| 2011-2012          | SPAL               | 1D                 | 17+2       | 1          | CI-LP           | 3               | 2               | -                  | -                  | -                  | -           | -           | -           | 22     | 3      |
| 2012-2013          | Venezia            | 2D                 | 18+2       | 1          | CI-LP           | 2               | 0               | -                  | -                  | -                  | -           | -           | -           | 22     | 1      |
| 2013-2014          | Alessandria        | 2D                 | 30         | 10         | CI-LP           | 1               | 0               | -                  | -                  | -                  | -           | -           | -           | 31     | 10     |
| 2014-2015          | Alessandria        | LP                 | 35         | 9          | CI+CI-LP        | 2+1             | 0               | -                  | -                  | -                  | -           | -           | -           | 38     | 9      |
| 2015-2016          | Alessandria        | LP                 | 28+1       | 5          | CI+CI-LP        | 8+2             | 1+2             | -                  | -                  | -                  | -           | -           | -           | 39     | 8      |
| 2016-gen. 2017     | Alessandria        | LP                 | 12         | 1          | CI+CI-LP        | 0+1             | 1               | -                  | -                  | -                  | -           | -           | -           | 13     | 2      |
| gen.-giu. 2017     | Lecce              | LP                 | 11+3       | 3          | CI+CI-LP        | -               | -               | -                  | -                  | -                  | -           | -           | -           | 14     | 3      |
| 2017-2018          | Alessandria        | C                  | 28+2       | 12+1       | CI+CI-C         | 2+3             | 1+4             | -                  | -                  | -                  | -           | -           | -           | 35     | 18     |
| ago. 2018          | Alessandria        | C                  | 0          | 0          | CI+CI-C         | 1+0             | 0               | -                  | -                  | -                  | -           | -           | -           | 1      | 0      |
| ago. 2018-2019     | Pisa               | C                  | 27+5       | 8+4        | CI+CI-C         | 1+2             | 1+1             | -                  | -                  | -                  | -           | -           | -           | 35     | 14     |
| 2019-2020          | Pisa               | B                  | 30         | 15         | CI              | 2               | 1               | -                  | -                  | -                  | -           | -           | -           | 32     | 16     |
| 2020-2021          | Pisa               | B                  | 35         | 13         | CI              | 0               | 0               | -                  | -                  | -                  | -           | -           | -           | 35     | 13     |
| Totale Pisa        | Totale Pisa        | Totale Pisa        | 92+5       | 36+4       |                 | 5               | 3               |                    | -                  | -                  |             | -           | -           | 102    | 43     |
| 2021-2022          | Alessandria        | B                  | 24         | 3          | CI              | 0               | 0               | -                  | -                  | -                  | -           | -           | -           | 24     | 3      |
| Totale Alessandria | Totale Alessandria | Totale Alessandria | 157+3      | 40+1       |                 | 21              | 9               |                    | -                  | -                  |             | -           | -           | 181    | 50     |
| 2022-gen. 2023     | Südtirol           | B                  | 8          | 0          | CI              | -               | -               | -                  | -                  | -                  | -           | -           | -           | 8      | 0      |
| gen.-giu. 2023     | Avellino           | C                  | 14         | 4          | CI-C            | -               | -               | -                  | -                  | -                  | -           | -           | -           | 14     | 4      |
| 2023-2024          | Avellino           | C                  | 28+3       | 3          | CI-C            | 2               | 0               | -                  | -                  | -                  | -           | -           | -           | 33     | 3      |
| Totale Avellino    | Totale Avellino    | Totale Avellino    | 42+3       | 7          |                 | 2               | 0               |                    | -                  | -                  |             | -           | -           | 47     | 7      |
| 2024-2025          | Alcione            | C                  | 29         | 5          | CI-C            | 0               | 0               | -                  | -                  | -                  | -           | -           | -           | 29     | 5      |
| Totale carriera    | Totale carriera    | Totale carriera    | 465        | 107        |                 | 40              | 19              |                    | -                  | -                  |             | -           | -           | 505    | 126    |

## Palmarès

### Club

#### Competizioni giovanili
- Campionato Giovanissimi Nazionali: 1

Atalanta: 2003-2004
- Torneo Città di Arco: 1

Atalanta: 2006

#### Competizioni nazionali
- Coppa Italia Serie C: 1

Alessandria: 2017-2018

### Individuale
- Capocannoniere della Coppa Italia Serie C: 1

2017-2018 (4 reti)

## Controversie
Il 22 dicembre 2020, Marconi si rende protagonista di un episodio a sfondo razziale nel corso della partita Pisa-Chievo valevole per la 14ª giornata di campionato di Serie B, durante la quale il giocatore del Pisa avrebbe espresso degli epiteti razzisti nei confronti del giocatore clivense Joel Obi. L'8 febbraio 2021 viene deferito dalla procura federale per aver utilizzato parole di contenuto discriminatorio e denigratorio per motivi di razza.
Tuttavia in data 3 marzo è stato assolto per non aver commesso il fatto.
 La sentenza viene però ribaltata in appello, sanzionando il calciatore con dieci giornate di squalifica.